# Пиктская хроника
Пиктская хроника (англ. Pictish Chronicle) — условное название нескольких документов, являющихся одним из ценнейших источников по истории древней Шотландии.
Оригинал хроники не сохранился. Известно несколько рукописей, дошедших до нашего времени. Наиболее полный из них сохранился в так называемом манускрипте Поппелтона, который представляет собой кодекс документов XIV века, которые собрал воедино Роберт Поппелтон — монах Кармелитского ордена, настоятель монастыря в Хульне (Нортумберленд). В настоящее время данный манускрипт находится в Национальной библиотеке Франции (Париж).
«Пиктская хроника» содержит ценнейшие и большей частью уникальные сведения по истории пиктов. Точное время создание хроники неизвестно, но то, что один из входящих в неё документов доведён до правления короля Кеннета II, продолжительность правления которого не указана, дало историкам основание предположить, что она была создана во время его правления.
Самая ранняя и наиболее полная версия «Пиктской хроники» (так называемая версия «A») содержит наименьшее число неточностей. Она состоит из трёх частей.
- «Происхождение древних пиктов» (лат. Cronica de origine antiquorum Pictorum). Данный документ был создан на латыни и представляет собой компиляцию сведений о древних пиктах, извлечённых из разных документов, в первую очередь из «Этимологии» Исидора Севильского и «Истории Британии» Ненния.
- «Список пиктских королей». Изначально был написан на гэльском языке[2], позже был переведён на латынь. Данный документ содержит перечень пиктских королей, в том числе и легендарных, заканчивая королями, правившими в Пиктавии в X веке. Сохранилось несколько списков.
- «Хроника королей Альбы» или «Список королей объединенного королевства пиктов и скоттов». Данный документ, иногда выделяемый в отдельную хронику, содержит сведения о королях Шотландии, начиная с Кеннета I (ум. 858) и заканчивая Кеннетом II (X век). Этот документ сохранился в единственном списке. Первоначально он был написан на гэльском языке, позже был переведён на латынь.

## Публикации
Хроника впервые была опубликована в 1867 году Вильямом Скином в составе других документов по истории Шотландии. Существует также перевод хроники на английский язык, выполненный Т. Н. Уиксом.
На русский язык хроника официально не переводилась, однако существует любительский перевод хроники. 